# Mistrovství Evropy v orientačním běhu 2000
3. Mistrovství Evropy v orientačním běhu proběhlo ve dnech 30. června až 4. července 2000 v západoukrajinském lázeňském městě Truskavec (Lvovská oblast). Jednalo se o první evropský šampionát po 36leté přestávce, neboť předchozí dva ročníky se uskutečnily v letech 1962 a 1964. Hlavním organizátorem byla Ukrajinská federace orientačního běhu ve spolupráci s IOF. Šampionát zahrnoval závody na klasické trati (long) a krátké trati (middle, tehdy zvané „short“) a štafety mužů a žen. Soutěž byla zároveň významná tím, že se konala mimo tradiční centra OB – v postsovětské zemi – což přineslo specifické organizační výzvy.  Závodilo se v klasické (dlouhé) trati, krátké (střední) trati a ve štafetách mužů i žen. V individuálních závodech dominoval ruský běžec Valentin Novikov, který získal zlaté medaile v závodě na klasické trati i na krátké trati mužů. V ženách vybojovala titul na klasické trati Hanne Staffová z Norska, zatímco ve finále krátké trati zvítězila Jenny Johanssonová ze Švédska. V závodech štafet si titul mistra Evropy odneslo družstvo Švýcarska v kategorii mužů a tým Norska v kategorii žen.

## Program závodů
Mistrovství Evropy v orientačním běhu 2000 probíhalo ve dnech 30. června – 4. července 2000. Závody byly rozděleny do několika disciplín a měly pevně stanovený harmonogram. Závodníci se střetli v soutěžích na krátké trati (middle distance), klasické trati (long distance) a ve štafetách. Oficiální program šampionátu byl následující:
| Truskavec Centrum Mistrovství Evropy 2000 UKRAJINA | Datum            | Disciplína                 | Místo konání             |
| -------------------------------------------------- | ---------------- | -------------------------- | ------------------------ |
| Truskavec Centrum Mistrovství Evropy 2000 UKRAJINA | 29. června 2000  | Slavnostní zahájení        | Truskavec                |
| Truskavec Centrum Mistrovství Evropy 2000 UKRAJINA | 30. června 2000  | Štafety                    | Lesní oblast u Truskavce |
| Truskavec Centrum Mistrovství Evropy 2000 UKRAJINA | 1. července 2000 | Kvalifikace klasické trati | Karpaty, Lvovská oblast  |
| Truskavec Centrum Mistrovství Evropy 2000 UKRAJINA | 2. července 2000 | Volný den, trénink         | ---                      |
| Truskavec Centrum Mistrovství Evropy 2000 UKRAJINA | 3. července 2000 | Finále klasické trati      | Karpaty, Lvovská oblast  |
| Truskavec Centrum Mistrovství Evropy 2000 UKRAJINA | 4. července 2000 | Finále krátké trati        | Truskavec                |
| Truskavec Centrum Mistrovství Evropy 2000 UKRAJINA | 4. července 2000 | Slavnostní ukončení        | Truskavec                |

Závody se odehrávaly v různorodém terénu západní Ukrajiny, který kombinoval technicky náročné horské lesy, otevřené louky a městské pasáže. Kvalifikace klasické trati probíhala v kopcovité oblasti s řídkou vegetací, zatímco finále bylo situováno do hustých lesních partií v horách Karpat. Krátká trať se konala v okolí Truskavce, částečně v městském prostředí. Štafetový závod probíhal na rychlém a fyzicky náročném terénu s proměnlivou viditelností a různými typy vegetace.Podmínky pro závodníky byly různorodé, přičemž vysoké letní teploty a specifický reliéf ovlivnily průběh soutěže. Organizátoři čelili logistickým výzvám v oblasti zásobování vodou a zajištění odpovídající infrastruktury pro závodníky a diváky.

## Výsledky Krátká (Middle)
Krátká trať (Middle distance) – Délka cca 3 km (vítězné časy ~25–27 min). V závodě mužů zvítězil ruský talent Valentin Novikov (26:58) o více než minutu před domácím ukrajinským závodníkem Jurijem Omelčenkem (+1:03) a třetím Tore Sandvikem z Norska. Novikov tak vybojoval své první velké zlato na mezinárodní scéně. Mezi ženami získala překvapivé zlato Jenny Johanssonová ze Švédska (23 let) časem 25:50, s náskokem 27 sekund před Švýcarkou Simone Niggli-Luderovou (+0:27) a s odstupem 1:37 min před třetí Annou Górnickou-Antonowiczovou z Polska. Česká reprezentantka Bohdana Térová obsadila výborné 4. místo se ztrátou necelé 2 minuty, což byl nejlepší český individuální výsledek v tomto závodě.
| Výsledky Krátká trať (Middle)                          | Výsledky Krátká trať (Middle)                          | Výsledky Krátká trať (Middle)                          | Výsledky Krátká trať (Middle)                          | Výsledky Krátká trať (Middle)                          | Výsledky Krátká trať (Middle)                          | Výsledky Krátká trať (Middle)                          | Výsledky Krátká trať (Middle)                          | Výsledky Krátká trať (Middle)                          | Výsledky Krátká trať (Middle)                          |
| Muži                                                   | Muži                                                   | Muži                                                   | Muži                                                   | Muži                                                   | Ženy                                                   | Ženy                                                   | Ženy                                                   | Ženy                                                   | Ženy                                                   |
| ------------------------------------------------------ | ------------------------------------------------------ | ------------------------------------------------------ | ------------------------------------------------------ | ------------------------------------------------------ | ------------------------------------------------------ | ------------------------------------------------------ | ------------------------------------------------------ | ------------------------------------------------------ | ------------------------------------------------------ |
| - Traťové parametry: 3,3 km, 24 kontrol, 84m převýšení | - Traťové parametry: 3,3 km, 24 kontrol, 84m převýšení | - Traťové parametry: 3,3 km, 24 kontrol, 84m převýšení | - Traťové parametry: 3,3 km, 24 kontrol, 84m převýšení | - Traťové parametry: 3,3 km, 24 kontrol, 84m převýšení | - Traťové parametry: 2,8 km, 21 kontrol, 68m převýšení | - Traťové parametry: 2,8 km, 21 kontrol, 68m převýšení | - Traťové parametry: 2,8 km, 21 kontrol, 68m převýšení | - Traťové parametry: 2,8 km, 21 kontrol, 68m převýšení | - Traťové parametry: 2,8 km, 21 kontrol, 68m převýšení |
| Umístění                                               | Země                                                   | Jméno                                                  | Čas                                                    | Ztráta                                                 | Umístění                                               | Země                                                   | Jméno                                                  | Čas                                                    | Ztráta                                                 |
|                                                        | Rusko                                                  | Valentin Novikov                                       | 0:26:58                                                |                                                        |                                                        | Švédsko                                                | Jenny Johanssonová                                     | 0:25:50                                                |                                                        |
|                                                        | Ukrajina                                               | Yuriy Omelchenko                                       | 0:28:01                                                | + 0:01:03                                              |                                                        | Švýcarsko                                              | Simone Niggli-Luderová                                 | 0:26:17                                                | + 0:00:27                                              |
|                                                        | Norsko                                                 | Tore Sandvik                                           | 0:28:11                                                | + 0:01:13                                              |                                                        | Polsko                                                 | Anna Górnicka-Antonowiczová                            | 0:27:27                                                | + 0:01:37                                              |
| 25.                                                    | Česko                                                  | Michal Horáček                                         | 0:31:12                                                | + 0:04:14                                              | 4.                                                     | Česko                                                  | Bohdana Térová                                         | 0:27:47                                                | + 0:01:57                                              |
| 33.                                                    | Česko                                                  | Radovan Čech                                           | 0:32:20                                                | + 0:05:22                                              | 19.                                                    | Česko                                                  | Zdenka Stará                                           | 0:31:01                                                | + 0:05:11                                              |
| 52.                                                    | Česko                                                  | Rudolf Ropek                                           | 0:34:50                                                | + 0:07:52                                              | 23.                                                    | Česko                                                  | Marcela Klapalová                                      | 0:30:08                                                | + 0:04:18                                              |
| 55.                                                    | Česko                                                  | Michal Jedlička                                        | 0:35:35                                                | + 0:08:37                                              | 29.                                                    | Česko                                                  | Eva Juřeníková                                         | 0:30:53                                                | + 0:05:03                                              |
| Oficiální výsledky (Archiv)                            |                                                        |                                                        |                                                        |                                                        |                                                        |                                                        |                                                        |                                                        |                                                        |

## Výsledky Klasická trať (Long)
Klasická trať (Long distance) – Délka cca 10+ km (vítězné časy ~65 min ženy, ~88 min muži). Také v klasice triumfoval Valentin Novikov, který zaběhl čas 87:51 a získal tak druhé individuální zlato. Stříbro vybojoval Slovák Marián Dávidík (+4:41) a bronz Nor Bjørnar Valstad (+4:42). V ženském závodě dominovala zkušená norská závodnice Hanne Staffová (64:49), která zvítězila s náskokem téměř 4 minut před Švýcarkou Brigitte Wolfovou (+3:57). Třetí doběhla britská závodnice Yvette Bakerová (+5:31). Českým reprezentantům těsně unikly medaile – Rudolf Ropek doběhl 4. (+11:07) a Michal Horáček 5. (+11:15) v mužích; v ženách byla nejlepší Češka Eva Juřeníková na 4. místě (+17:38).
| Výsledky Klasická trať (Long)                    | Výsledky Klasická trať (Long)                    | Výsledky Klasická trať (Long)                    | Výsledky Klasická trať (Long)                    | Výsledky Klasická trať (Long)                    | Výsledky Klasická trať (Long)                    | Výsledky Klasická trať (Long)                    | Výsledky Klasická trať (Long)                    | Výsledky Klasická trať (Long)                    | Výsledky Klasická trať (Long)                    |
| Muži                                             | Muži                                             | Muži                                             | Muži                                             | Muži                                             | Ženy                                             | Ženy                                             | Ženy                                             | Ženy                                             | Ženy                                             |
| ------------------------------------------------ | ------------------------------------------------ | ------------------------------------------------ | ------------------------------------------------ | ------------------------------------------------ | ------------------------------------------------ | ------------------------------------------------ | ------------------------------------------------ | ------------------------------------------------ | ------------------------------------------------ |
| Traťové parametry: ? km, ? kontrol, ?m převýšení | Traťové parametry: ? km, ? kontrol, ?m převýšení | Traťové parametry: ? km, ? kontrol, ?m převýšení | Traťové parametry: ? km, ? kontrol, ?m převýšení | Traťové parametry: ? km, ? kontrol, ?m převýšení | Traťové parametry: ? km, ? kontrol, ?m převýšení | Traťové parametry: ? km, ? kontrol, ?m převýšení | Traťové parametry: ? km, ? kontrol, ?m převýšení | Traťové parametry: ? km, ? kontrol, ?m převýšení | Traťové parametry: ? km, ? kontrol, ?m převýšení |
| Umístění                                         | Země                                             | Jméno                                            | Čas                                              | Ztráta                                           | Umístění                                         | Země                                             | Jméno                                            | Čas                                              | Ztráta                                           |
| Zlatá medaile                                    | Rusko                                            | Valentin Novikov                                 | 87:51                                            |                                                  | Zlatá medaile                                    | Norsko                                           | Hanne Staff                                      | 64:49                                            |                                                  |
| Stříbrná medaile                                 | Slovensko                                        | Marián Dávidík                                   | 92:32                                            | +4:41                                            | Stříbrná medaile                                 | Švýcarsko                                        | Brigitte Wolf                                    | 68:46                                            | +3:57                                            |
| Bronzová medaile                                 | Norsko                                           | Bjørnar Valstad                                  | 92:33                                            | +4:42                                            | Bronzová medaile                                 | Spojené království                               | Yvette Baker                                     | 70:20                                            | +5:31                                            |
| 4                                                | Česko                                            | Rudolf Ropek                                     | 98:58                                            | +11:07                                           | 4                                                | Česko                                            | Eva Juřeníková                                   | 82:27                                            | +17:38                                           |
| 5                                                | Česko                                            | Michal Horáček                                   | 99:06                                            | +11:15                                           | 5                                                | Česko                                            | Bohdana Térova                                   | 83:32                                            | +18:43                                           |
| 6                                                | —                                                | —                                                | —                                                | —                                                | 6                                                | Česko                                            | Zdenka Stará                                     | 87:01                                            | +22:12                                           |
| 7                                                | —                                                | —                                                | —                                                | —                                                | 7                                                | Česko                                            | Marcela Klapalová                                | 106:01                                           | +41:12                                           |
| 8                                                | —                                                | —                                                | —                                                | —                                                | 8                                                | Česko                                            | Jana Kuncová                                     | 116:53                                           | +52:04                                           |
| Oficiální výsledky (Archiv)                      |                                                  |                                                  |                                                  |                                                  |                                                  |                                                  |                                                  |                                                  |                                                  |

## Výsledky štafetových závodů
Závod tříčlenných národních družstev přinesl dramatické souboje. V mužské štafetě zvítězilo favorizované Švýcarsko (Matthias Niggli, Christoph Plattner, Thomas Bührer) v čase 2:36:42 hod. Švýcaři potvrdili svou dominanci z 90. let (už dříve třikrát vyhráli štafetu na MS) a jejich triumf nebyl překvapením. Druhé místo obsadila Česká republika (Vladimír Lučan, Michal Jedlička, Rudolf Ropek) se ztrátou 2:28 min. Pro české mužstvo to byla historická medaile na ME. Třetí doběhl tým Švédska (čas 2:39:34). Zajímavostí je, že švédská štafeta na bronzové pozici byla složena z tzv. „druhého týmu“ Švédska, neboť pořadatelé umožnili start více štafet z jedné země – švédské „áčko“ závod nedokončilo, a tak bronz připadl jejich B-týmu. V ženské štafetě svedly velký souboj Norsko a Švédsko. Norsko (Elisabeth Ingvaldsen, Birgitte Husebye, Hanne Staffová) zvítězilo v čase 2:16:18 hod, když finišmanka Staffová na cílové čáře těsně o 3 sekundy porazila Švédku Jenny Johanssonovou. Švédský tým bral stříbro (2:16:21), bronz vybojovala Velká Británie (2:20:08) zásluhou trojice Jenny Jamesová, Yvette Bakerová a Heather Monroová. České ženy obsadily 7. místo (ve složení Juřeníková, Klapalová, Térová) a česká mužská štafeta „B“ dokončila na 16. místě.
| Výsledky štafetových závodů              | Výsledky štafetových závodů              | Výsledky štafetových závodů                             | Výsledky štafetových závodů              | Výsledky štafetových závodů              | Výsledky štafetových závodů              | Výsledky štafetových závodů              | Výsledky štafetových závodů                                | Výsledky štafetových závodů              | Výsledky štafetových závodů              |
| Muži                                     | Muži                                     | Muži                                                    | Muži                                     | Muži                                     | Ženy                                     | Ženy                                     | Ženy                                                       | Ženy                                     | Ženy                                     |
| ---------------------------------------- | ---------------------------------------- | ------------------------------------------------------- | ---------------------------------------- | ---------------------------------------- | ---------------------------------------- | ---------------------------------------- | ---------------------------------------------------------- | ---------------------------------------- | ---------------------------------------- |
| Parametry: ? km, ? kontrol, ?m převýšení | Parametry: ? km, ? kontrol, ?m převýšení | Parametry: ? km, ? kontrol, ?m převýšení                | Parametry: ? km, ? kontrol, ?m převýšení | Parametry: ? km, ? kontrol, ?m převýšení | Parametry: ? km, ? kontrol, ?m převýšení | Parametry: ? km, ? kontrol, ?m převýšení | Parametry: ? km, ? kontrol, ?m převýšení                   | Parametry: ? km, ? kontrol, ?m převýšení | Parametry: ? km, ? kontrol, ?m převýšení |
| Umístění                                 | Země                                     | Složení týmu                                            | Čas                                      | Ztráta                                   | Umístění                                 | Země                                     | Složení týmu                                               | Čas                                      | Ztráta                                   |
| Zlatá medaile                            | Švýcarsko                                | 1. Mattias Niggli 2. Christoph Platner 3. Thomas Bührer | 156:42                                   |                                          | Zlatá medaile                            | Norsko                                   | 1. Elisabeth Ingvaldsen 2. Birgitte Husebye 3. Hanne Staff | 136:18                                   |                                          |
| Stříbrná medaile                         | A                                        | 1. Vladimír Lučan 2. Michal Jedlička 3. Rudolf Ropek    | 159:10                                   | +2:28                                    | Stříbrná medaile                         | Švédsko                                  | 1. Katarina Allberg 2. Maria Sandström 3. Jenny Johansson  | 136:21                                   | +0:03                                    |
| Bronzová medaile                         | Švédsko                                  | 1. Fredrik Löwegren 2. Thomas Asp 3. Jörgen Olsson      | 159:34                                   | +2:52                                    | Bronzová medaile                         | Spojené království                       | 1. Jenny James 2. Yvette Baker 3. Heather Monro            | 140:10                                   | +3:52                                    |
| 16.                                      | B                                        | 1. Michal Horáček 2. Richard Klech 3. Radovan Čech      | —                                        | —                                        | 7.                                       | A                                        | 1. Eva Juřeníková 2. Marcela Klapalová 3. Bohdana Térová   | —                                        | —                                        |
| —                                        | —                                        | —                                                       | —                                        | —                                        | 16.                                      | B                                        | 1. Jana Kuncová 2. Zuzana Macúchová 3. Zdenka Stará        | —                                        | —                                        |
| Oficiální výsledky (Archiv)              |                                          |                                                         |                                          |                                          |                                          |                                          |                                                            |                                          |                                          |

## Medailová klasifikace podle zemí
Pořadí zúčastněných zemí podle získaných medailí v jednotlivých závodech mistrovství (tzv. olympijského hodnocení).
| Medailová klasifikace podle zemí | Medailová klasifikace podle zemí | Medailová klasifikace podle zemí | Medailová klasifikace podle zemí | Medailová klasifikace podle zemí | Medailová klasifikace podle zemí |
| Umístění                         | Země                             | Zlato                            | Stříbro                          | Bronz                            | Součet                           |
| -------------------------------- | -------------------------------- | -------------------------------- | -------------------------------- | -------------------------------- | -------------------------------- |
| 1.                               | Norsko                           | 2                                | 0                                | 2                                | 4                                |
| 2.                               | Rusko                            | 2                                | 0                                | 0                                | 2                                |
| 3.                               | Švýcarsko                        | 1                                | 2                                | 0                                | 3                                |
| 4.                               | Švédsko                          | 1                                | 1                                | 1                                | 3                                |
| 5. - 7.                          | Česko                            | 0                                | 1                                | 0                                | 1                                |
| 5. - 7.                          | Slovensko                        | 0                                | 1                                | 0                                | 1                                |
| 5. - 7.                          | Ukrajina                         | 0                                | 1                                | 0                                | 1                                |
| 8.                               | Velká Británie                   | 0                                | 0                                | 2                                | 2                                |
| 9.                               | Polsko                           | 0                                | 0                                | 1                                | 1                                |